# Gasszánidák
A gasszánidák, vagy ghasszánidák (Banú Gasszán) dél-arábiai eredetű arab törzs tagjai voltak, akik az Arab-félsziget északnyugati részén telepedtek le, és uralkodtak a szíriai arabok fölött. Itt hozták létre államukat a 4–7. század között, amely bizánci befolyás alatt álló ütközőállam volt.  A ghasszánidák hatalma Észak-Szíriától, Júdeán és a Jordán keleti partján levő tartományokon át egészen az Arábia északi részét határoló szíriai sivatag lakóira terjedt ki. A Ghasszánida Királyságban az államvallás a monofizita kereszténység volt. Fővárosuk mozgó volt, ellentétben a szomszédos Lakhmidák állandó központjával, Hirával.[forrás?]

## Története
A dinasztia uralkodásának kezdetei homályba vesznek. Biztos adatok az 5. század végétől vannak róluk: egyik fejedelmüket I. Anasztasziosz bizánci császár (ur.: 491–518) az arabok fejedelmévé nevezte ki. Az arab források elsőként Al Harith (azaz Aretas) ibn Dsabala (ur.: 529–569) nevét közlik, akit I. Iusztinianosz (ur.: 527–565) az arabok királyává nevezett ki és patrikiosz rangra emelt.
A ghasszánidák Bizánci Birodalom perzsa ellenes háborúiban arab segédsereget biztosítottak, egyúttal nyugton tartották a folyton lánzogó arab törzseket. Ellenséges viszonyban voltak a perzsáknak alávetett Lakhmidákkal, de nevezetesek voltak költészet- és képzőművészet pártolásukról is. Ismeretes, hogy az iszlám előtti korszak (dzsáhilijja) leghíresebb arab költői a ghasszánida uralkodók kegyét keresték és élvezték; a sivatag legnevezetesebb költői fordultak meg a ghasszánidák udvarban.
Az iszlám kalifátus felemelkedése és a Bizánci Császárság meggyengülése okozta a Ghasszánida Királyság bukását. 634-ben a muszlim arabok hadvezérétől, Khálid vereséget mért az államra; 636-ban pedig az utolsó ghasszánida király, Dzsabala ibn Ajham a Jármuk melletti ütközetben kénytelen volt meghódolni a mohammedánok előtt, és felvenni az új hitet. Nem nyugodott azonban bele a történtekbe, és Arábiát elhagyva a Bizánci Birodalomba költözött, és élete végéig ott is maradt. (Egyesek szerint Konstantinápolyban hunyt el.)
A ghasszánidáknak tulajdonítják a Jordán keleti partvidékén, a hajdani Auranitiszban (Haurán) és Trachonitiszban a nagy számmal található építészeti műemlékeket, melyeknek stílusa teljesen különbözik a római kori palesztinai emlékekétől.

## Uralkodólista
| N   | Uralkodó                                | Uralkodott     | Megjegyzés    |
| --- | --------------------------------------- | -------------- | ------------- |
| 1.  | I. Dzsafnah ibn Amr                     | ur.: 220 – 265 |               |
| 2.  | I. Amr ibn Dzsafnah                     | ur.: 265 – 270 |               |
| 3.  | Thalabah ibn Amr                        | ur.: 270 – 287 |               |
| 4.  | I. Al-Harith ibn Thalabah               | ur.: 287 – 307 |               |
| 5.  | I. Dzsabalah ibn I. Al-Harith           | ur.: 307 – 317 |               |
| 6.  | II. Al-Harith ibn Dzsabalah "ibn Maria" | ur.: 317 – 327 |               |
| 7.  | I. Al-Mundhir Senior ibn II. Al-Harith  | ur.: 327 – 330 |               |
| 8.  | I. Al-Aiham ibn II. Al-Harith           | ur.: 327 – 330 | Társuralkodó. |
| 9.  | II. Al-Mundhir Junior ibn II. Al-Harith | ur.: 327 – 340 | Társuralkodó. |
| 10. | I. Al-Numan ibn II. Al-Harith           | ur.: 327 – 342 | Társuralkodó. |
| 11. | II. Amr ibn II. Al-Harith               | ur.: 330 – 356 | Társuralkodó. |
| 12. | II. Dzsabalah ibn II. Al-Harith         | ur.: 327 – 361 | Társuralkodó. |
| 13. | II. Dzsafnah ibn I. Al-Mundhir          | ur.: 361 – 391 |               |
| 14. | II. Al-Numan ibn I. Al-Mundhir          | ur.: 361 – 362 | Társuralkodó. |
| 15. | III. Al-Numan ibn Amr ibn I. Al-Mundhir | ur.: 391 – 418 |               |
| 16. | III. Dzsabalah ibn al-Numan             | ur.: 418 – 434 |               |
| 17. | IV. Al-Numan ibn Al-Aiham               | ur.: 434 – 455 |               |
| 18. | III. Al-Harith ibn Al-Aiham             | ur.: 434 – 456 | Társuralkodó. |
| 19. | V. Al-Numan ibn Al-Harith               | ur.: 434 – 453 | Társuralkodó. |
| 20. | II. Al-Mundhir ibn al-Numan             | ur.: 453 – 472 |               |
| 21. | III. Amr ibn Al-Numan                   | ur.: 453 – 486 | Társuralkodó. |
| 22. | Hidzsr ibn Al-Numan                     | ur.: 453 – 465 | Társuralkodó. |
| 23. | IV. Al-Harith ibn Hidzsr                | ur.: 486 – 512 |               |
| 24. | IV. Dzsabalah ibn Al-Harith             | ur.: 512 – 529 |               |
| 25. | IV. Amr ibn Makhi (Mah’shee)            | ur.: 529       |               |
| 26. | V. Al-Hárisz ibn Dzsabalah              | ur.: 529 – 569 |               |
| 27. | III. Al-Mundhir ibn Al-Harith           | ur.: 569 – 581 |               |
| 28. | Abu Kirab Al-Numan ibn Al-Harith        | ur.: 570 – 582 | Társuralkodó. |
| 29. | VI. Al-Numan ibn Al-Mundhir             | ur.: 581 – 583 |               |
| 30. | VI. Al-Harith ibn Al-Harith             | ur.: 583       |               |
| 31. | VII. Al-Numan ibn Al-Harith Abu Kirab   | ur.: 583 – ?   |               |
| 32. | II. Al-Aiham ibn Dzsabalah              | ur.: ? – 614   |               |
| 33. | IV. Al-Mundhir ibn Dzsabalah            | ur.: 614 – ?   |               |
| 34. | Sarahil ibn Dzsabalah                   | ur.: ? – 628   |               |
| 35. | V. Amr ibn Dzsabalah                    | ur.: 628       |               |
| 36. | V. Dzsabalah ibn Al-Harith              | ur.: 628 – 632 |               |
| 37. | VI. Dzsabalah ibn Al-Aiham              | ur.: 632 – 638 |               |
| 38. | Gasszan Al-Hurani                       | ur.: 638 – 712 |               |